# Paula Neves
Paula Luísa Rodrigues Neves Duarte (Lisboa, 17 de novembro de 1977) é uma atriz portuguesa. Tornou-se especialmente conhecida ao interpretar Mariana em Anjo Selvagem. Desde aí tem entrado em diversas telenovelas da TVI.

## Carreira
Paula Neves estreou-se na série portuguesa Riscos, na RTP1,no papel de Maria João. A atriz conquistou milhões de portugueses ao atuar como Mariana, "Nita", em Anjo Selvagem. A personagem que representou era uma rapariga selvagem, mas especial, que valeu à atriz a alcunha de "Trinca-Espinhas".
Depois do sucesso de Anjo Selvagem, Paula Neves foi a protagonista de Queridas Feras, onde protagonizou a simpática Maria. Foi depois a liberal e hippie Vera, na 3ª série de Morangos com Açúcar. Participou em Tu e Eu, no papel de Andreia, também na TVI. Interpretou também Constança Lopes De Almeida em Fascínios. Participa na novela Doce Tentação, no papel de Augusta. Foi ainda Paula na controversa telenovela Mundo ao Contrário. Interpretou a personagem Concha Albergaria, na telenovela da TVI A Única Mulher, integrou o elenco Principal da novela Jogo Duplo, da TVI, onde deu vida à personagem Marta Monteiro, integrou o elenco principal da novela Na Corda Bamba e da novela Bem me Quer, onde interpretou a personagem Cwlinha Romão. Em 2022, fez parte do elenco principal da novela de fim de tarde Rua das Flores, também na TVI.

## Vida pessoal
É casada com Ricardo Duarte, psicólogo, desde 2004.

## Televisão
| Ano         | Projeto                        | Papel                             | Notas                 | Canal |
| ----------- | ------------------------------ | --------------------------------- | --------------------- | ----- |
| 1997 - 1998 | Riscos                         | Maria João                        | Protagonista          | RTP1  |
| 1998 - 1999 | Os Lobos                       | Maria de Lurdes «Milú»            | Elenco Principal      | RTP1  |
| 1998 - 1999 | Diário de Maria                | Carolina                          | Elenco Principal      | RTP1  |
| 1999        | O Fura-Vidas                   | Xana                              | Elenco Adicional      | SIC   |
| 1999        | Jornalistas                    | Susana                            | Elenco Adicional      | SIC   |
| 2000        | Conde D'Abranhos               | Glicínia                          | Elenco Adicional      | RTP1  |
| 2000        | Con(s)certos na Cave           |                                   | Elenco Principal      | RTP1  |
| 2000        | Ajuste de Contas               | Sílvia Alves                      | Elenco Principal      | RTP1  |
| 2001        | Estação da Minha Vida          | Cátia                             | Elenco Principal      | RTP1  |
| 2001        | Capitão Roby                   | Beatriz                           | Elenco Principal      | SIC   |
| 2001        | Ganância                       | Maria Amélia (jovem)              | Elenco Principal      | SIC   |
| 2001        | O Bairro da Fonte              |                                   | Elenco Adicional      | SIC   |
| 2001        | Teorema de Pitágoras           | Cláudia                           | Elenco Principal      | SIC   |
| 2001 - 2003 | Anjo Selvagem                  | Mariana de Jesus Medeiros Salgado | Protagonista          | TVI   |
| 2003 - 2004 | Queridas Feras                 | Maria da Gama                     | Protagonista          | TVI   |
| 2005        | Inspector Max                  | Dora                              | Participação Especial | TVI   |
| 2005 - 2006 | Morangos com Açúcar            | Vera Xavier                       | Elenco Principal      | TVI   |
| 2006 - 2007 | Tu e Eu                        | Andreia Sobral                    | Elenco Principal      | TVI   |
| 2007 - 2008 | Fascínios                      | Constança Lopes de Almeida        | Elenco Principal      | TVI   |
| 2008        | Casos da Vida "Noivas de Maio" | Alice                             | Elenco Principal      | TVI   |
| 2008 - 2009 | Olhos nos Olhos                | Beatriz Borges Viana Levi         | Protagonista          | TVI   |
| 2010 - 2011 | Sedução                        | Laura Nobre Faria                 | Elenco Principal      | TVI   |
| 2012        | Noiva Precisa-se               | Catarina                          | Protagonista          | TVI   |
| 2012 - 2013 | Doce Tentação                  | Augusta Santinho                  | Elenco Principal      | TVI   |
| 2013        | Mundo ao Contrário             | Paula Cunha                       | Elenco Principal      | TVI   |
| 2014        | O Beijo do Escorpião           | Vera Ramos                        | Elenco Principal      | TVI   |
| 2015 - 2017 | A Única Mulher                 | Concha Albergaria                 | Elenco Principal      | TVI   |
| 2017 - 2018 | Jogo Duplo                     | Marta Monteiro                    | Elenco Principal      | TVI   |
| 2018        | A Teia                         | Atriz na televisão                | Elenco Adicional      | TVI   |
| 2018        | Onde Está Elisa?               | Olívia Frazão                     | Elenco Principal      | TVI   |
| 2019 - 2020 | Na Corda Bamba                 | Leonor Alves                      | Elenco Principal      | TVI   |
| 2020 - 2021 | Bem Me Quer                    | Célia «Celinha» Romão             | Elenco Principal      | TVI   |
| 2022        | Rua das Flores                 | Frésia                            | Elenco Principal      | TVI   |
| 2024        | Cacau                          | Soraia                            | Participação Especial | TVI   |
| 2024        | Congela                        | Ela própria                       | Concorrente           | TVI   |
| 2025        | Vizinhos Para Sempre           | Diana Coelho                      | Elenco Principal      | TVI   |
| 2025        | A Protegida                    | Gina Sombra                       | Elenco Principal      | TVI   |
| 2025        | Star Park                      | Ela própria                       | Concorrente           | TVI   |
| 2025        | Funtástico                     | Ela própria                       | Jurada Convidada      | TVI   |